# ナック (映画)
『ナック』（原題: The Knack ...and How to Get It）は、1965年のイギリス映画。第18回カンヌ国際映画祭でパルム・ドールを受賞した。

## 概説
リチャード・レスターが2本のビートルズ映画の間に撮った青春コメディで、もてない小学校教師の青年と田舎から上京して来た女の子との恋が芽生えるまでを描く。「Knack（ナック）」とは女の子をモノにするという意味。いかに女心を掴むかがこの映画のテーマである。
無名時代のジェーン・バーキンやシャーロット・ランプリング、ジャクリーン・ビセットなどが端役で出演している。

## キャスト
- マイケル・クロフォード：コリン
- リタ・トゥシンハム：ナンシー・ジョーンズ
- ドネル・ドネリー：トム
- レイ・ブルックス：トーレン
- ジェーン・バーキン
- ジャクリーン・ビセット
- シャーロット・ランプリング